# Jesper Olesen
Jesper Olesen (født 13. oktober 1980) er en dansk fodboldspiller, der spiller i Hedensted IF.

## Karriere
Jesper Olesen spillede i lang tid for Vejle Boldklub gennem sine ungdomsår. Hans foretrukne position er højre back – en position, han har fået tildelt flere gange, selvom klubben indkøbte andre spillere, der også spillede samme position.
Blandt hans styrker er fysikken og hurtighed, men har også udmærket sig ved frispark.
Efter forårssæsonen 2009 valgte Vejle Boldklub at lade kontrakten med Jesper Olesen løbe ud, hvorefter han en kortere overgang spillede for Brabrand inden han nåede til Hedensted IF.